# 18e étape du Tour d'Espagne 2021
Pour un article plus général, voir Tour d'Espagne 2021.
La 18e étape du Tour d'Espagne 2021 se déroule le jeudi 2 septembre 2021, entre Salas et l'Alto del Gamoniteiro (commune de Riosa), sur une distance de 162,6 km.

## Déroulement de l'étape
Après une dizaine de kilomètres de course, un groupe de 32 coureurs prend de l'avance sur le peloton. Lors de l'ascension de l’Altu de la Cobertoria (1re catégorie, 7,9 km avec une moyenne de déclivité de 8,6 %), l'Australien Michael Storer (DSM) sort de ce groupe et s'isole en tête. Dans la montée de l’Altu del Gamoniteiru (hors-catégorie, 14,6 km avec une moyenne de déclivité de 9,8 %), Storer est repris et dépassé par l’Espagnol David de la Cruz (UAE) à 7 kilomètres de l'arrivée. Trois kilomètres plus loin, le Colombien Miguel Ángel López (Movistar) sort du groupe des poursuivants pour revenir et laisser sur place De la Cruz mille mètres plus loin. Dans les derniers hectomètres très pentus de la course, López s'accroche et résiste au retour de Primož Roglič revenu à 14 secondes.

## Résultats

### Classement de l'étape
| \| Classement de l'étape \| Classement de l'étape \| Classement de l'étape \| Classement de l'étape \| Classement de l'étape \| \| Coureur \| Coureur \| Pays \| Équipe \| Temps \| \| --------------------- \| --------------------- \| --------------------- \| ---------------------------------- \| --------------------- \| \| 1er \| Miguel Ángel López \| Colombie \| Movistar Team \| 4 h 41 min 21 s \| \| 2e \| Primož Roglič \| Slovénie \| Jumbo-Visma \| + 14 s \| \| 3e \| Enric Mas \| Espagne \| Movistar Team \| + 20 s \| \| 4e \| Egan Bernal \| Colombie \| Ineos Grenadiers \| + 22 s \| \| 5e \| Jack Haig \| Australie \| Bahrain Victorious \| + 58 s \| \| 6e \| David de la Cruz \| Espagne \| UAE Team Emirates \| + 58 s \| \| 7e \| Gino Mäder \| Suisse \| Bahrain Victorious \| + 58 s \| \| 8e \| Louis Meintjes \| Afrique du Sud \| Intermarché-Wanty-Gobert Matériaux \| + 58 s \| \| 9e \| Sepp Kuss \| États-Unis \| Jumbo-Visma \| + 1 min 06 s \| \| 10e \| Adam Yates \| Royaume-Uni \| Ineos Grenadiers \| + 1 min 07 s \| |                    |                |                                    |                 |
| |                    |                |                                    |                 |
| Source : ProCyclingStats |                    |                |                                    |                 |
| Classement de l'étape |                    |                |                                    |                 |
| Coureur | Coureur            | Pays           | Équipe                             | Temps           |
| 1er | Miguel Ángel López | Colombie       | Movistar Team                      | 4 h 41 min 21 s |
| 2e | Primož Roglič      | Slovénie       | Jumbo-Visma                        | + 14 s          |
| 3e | Enric Mas          | Espagne        | Movistar Team                      | + 20 s          |
| 4e | Egan Bernal        | Colombie       | Ineos Grenadiers                   | + 22 s          |
| 5e | Jack Haig          | Australie      | Bahrain Victorious                 | + 58 s          |
| 6e | David de la Cruz   | Espagne        | UAE Team Emirates                  | + 58 s          |
| 7e | Gino Mäder         | Suisse         | Bahrain Victorious                 | + 58 s          |
| 8e | Louis Meintjes     | Afrique du Sud | Intermarché-Wanty-Gobert Matériaux | + 58 s          |
| 9e | Sepp Kuss          | États-Unis     | Jumbo-Visma                        | + 1 min 06 s    |
| 10e | Adam Yates         | Royaume-Uni    | Ineos Grenadiers                   | + 1 min 07 s    |

## Classements à l'issue de l'étape

### Classement général
| \| Classement général \| Classement général \| Classement général \| Classement général \| Classement général \| \| Coureur \| Coureur \| Pays \| Équipe \| Temps \| \| ------------------ \| ------------------ \| ------------------ \| ---------------------------------- \| ------------------ \| \| 1er \| Primož Roglič \| Slovénie \| Jumbo-Visma \| 73 h 24 min 25 s \| \| 2e \| Enric Mas \| Espagne \| Movistar Team \| + 2 min 30 s \| \| 3e \| Miguel Ángel López \| Colombie \| Movistar Team \| + 2 min 53 s \| \| 4e \| Jack Haig \| Australie \| Bahrain Victorious \| + 4 min 36 s \| \| 5e \| Egan Bernal \| Colombie \| Ineos Grenadiers \| + 4 min 43 s \| \| 6e \| Adam Yates \| Royaume-Uni \| Ineos Grenadiers \| + 5 min 44 s \| \| 7e \| Sepp Kuss \| États-Unis \| Jumbo-Visma \| + 6 min 02 s \| \| 8e \| Gino Mäder \| Suisse \| Bahrain Victorious \| + 7 min 48 s \| \| 9e \| Guillaume Martin \| France \| Cofidis \| + 8 min 31 s \| \| 10e \| Louis Meintjes \| Afrique du Sud \| Intermarché-Wanty-Gobert Matériaux \| + 9 min 02 s \| |                    |                |                                    |                  |
| |                    |                |                                    |                  |
| Source : ProCyclingStats |                    |                |                                    |                  |
| Classement général |                    |                |                                    |                  |
| Coureur | Coureur            | Pays           | Équipe                             | Temps            |
| 1er | Primož Roglič      | Slovénie       | Jumbo-Visma                        | 73 h 24 min 25 s |
| 2e | Enric Mas          | Espagne        | Movistar Team                      | + 2 min 30 s     |
| 3e | Miguel Ángel López | Colombie       | Movistar Team                      | + 2 min 53 s     |
| 4e | Jack Haig          | Australie      | Bahrain Victorious                 | + 4 min 36 s     |
| 5e | Egan Bernal        | Colombie       | Ineos Grenadiers                   | + 4 min 43 s     |
| 6e | Adam Yates         | Royaume-Uni    | Ineos Grenadiers                   | + 5 min 44 s     |
| 7e | Sepp Kuss          | États-Unis     | Jumbo-Visma                        | + 6 min 02 s     |
| 8e | Gino Mäder         | Suisse         | Bahrain Victorious                 | + 7 min 48 s     |
| 9e | Guillaume Martin   | France         | Cofidis                            | + 8 min 31 s     |
| 10e | Louis Meintjes     | Afrique du Sud | Intermarché-Wanty-Gobert Matériaux | + 9 min 02 s     |

| Classement par points | Classement par points | Classement par points | Classement par points | Classement par points |
| Coureur               | Coureur               | Pays                  | Équipe                | Points                |
| --------------------- | --------------------- | --------------------- | --------------------- | --------------------- |
| 1er                   | Fabio Jakobsen        | Pays-Bas              | Deceuninck-Quick Step | 250 pts               |
| 2e                    | Primož Roglič         | Slovénie              | Jumbo-Visma           | 162 pts               |
| 3e                    | Matteo Trentin        | Italie                | UAE Team Emirates     | 123 pts               |
| 4e                    | Magnus Cort Nielsen   | Danemark              | EF Education-Nippo    | 114 pts               |
| 5e                    | Michael Matthews      | Australie             | BikeExchange          | 110 pts               |
| 6e                    | Alberto Dainese       | Italie                | Team DSM              | 109 pts               |
| 7e                    | Enric Mas             | Espagne               | Movistar Team         | 100 pts               |
| 8e                    | Miguel Ángel López    | Colombie              | Movistar Team         | 92 pts                |
| 9e                    | Arnaud Démare         | France                | Groupama-FDJ          | 88 pts                |
| 10e                   | Egan Bernal           | Colombie              | Ineos Grenadiers      | 86 pts                |

| Classement par points | Classement par points | Classement par points | Classement par points | Classement par points |
| Coureur               | Coureur               | Pays                  | Équipe                | Points                |
| --------------------- | --------------------- | --------------------- | --------------------- | --------------------- |
| 1er                   | Fabio Jakobsen        | Pays-Bas              | Deceuninck-Quick Step | 250 pts               |
| 2e                    | Primož Roglič         | Slovénie              | Jumbo-Visma           | 162 pts               |
| 3e                    | Matteo Trentin        | Italie                | UAE Team Emirates     | 123 pts               |
| 4e                    | Magnus Cort Nielsen   | Danemark              | EF Education-Nippo    | 114 pts               |
| 5e                    | Michael Matthews      | Australie             | BikeExchange          | 110 pts               |
| 6e                    | Alberto Dainese       | Italie                | Team DSM              | 109 pts               |
| 7e                    | Enric Mas             | Espagne               | Movistar Team         | 100 pts               |
| 8e                    | Miguel Ángel López    | Colombie              | Movistar Team         | 92 pts                |
| 9e                    | Arnaud Démare         | France                | Groupama-FDJ          | 88 pts                |
| 10e                   | Egan Bernal           | Colombie              | Ineos Grenadiers      | 86 pts                |

| Classement de la montagne | Classement de la montagne | Classement de la montagne | Classement de la montagne | Classement de la montagne |
| Coureur                   | Coureur                   | Pays                      | Équipe                    | Points                    |
| ------------------------- | ------------------------- | ------------------------- | ------------------------- | ------------------------- |
| 1er                       | Michael Storer            | Australie                 | Team DSM                  | 59 pts                    |
| 2e                        | Romain Bardet             | France                    | Team DSM                  | 54 pts                    |
| 3e                        | Primož Roglič             | Slovénie                  | Jumbo-Visma               | 48 pts                    |
| 4e                        | Damiano Caruso            | Italie                    | Bahrain Victorious        | 33 pts                    |
| 5e                        | Rafał Majka               | Pologne                   | UAE Team Emirates         | 33 pts                    |
| 6e                        | Miguel Ángel López        | Colombie                  | Movistar Team             | 28 pts                    |
| 7e                        | Jack Haig                 | Australie                 | Bahrain Victorious        | 23 pts                    |
| 8e                        | Sepp Kuss                 | États-Unis                | Jumbo-Visma               | 19 pts                    |
| 9e                        | Enric Mas                 | Espagne                   | Movistar Team             | 17 pts                    |
| 10e                       | Egan Bernal               | Colombie                  | Ineos Grenadiers          | 16 pts                    |

| Classement de la montagne | Classement de la montagne | Classement de la montagne | Classement de la montagne | Classement de la montagne |
| Coureur                   | Coureur                   | Pays                      | Équipe                    | Points                    |
| ------------------------- | ------------------------- | ------------------------- | ------------------------- | ------------------------- |
| 1er                       | Michael Storer            | Australie                 | Team DSM                  | 59 pts                    |
| 2e                        | Romain Bardet             | France                    | Team DSM                  | 54 pts                    |
| 3e                        | Primož Roglič             | Slovénie                  | Jumbo-Visma               | 48 pts                    |
| 4e                        | Damiano Caruso            | Italie                    | Bahrain Victorious        | 33 pts                    |
| 5e                        | Rafał Majka               | Pologne                   | UAE Team Emirates         | 33 pts                    |
| 6e                        | Miguel Ángel López        | Colombie                  | Movistar Team             | 28 pts                    |
| 7e                        | Jack Haig                 | Australie                 | Bahrain Victorious        | 23 pts                    |
| 8e                        | Sepp Kuss                 | États-Unis                | Jumbo-Visma               | 19 pts                    |
| 9e                        | Enric Mas                 | Espagne                   | Movistar Team             | 17 pts                    |
| 10e                       | Egan Bernal               | Colombie                  | Ineos Grenadiers          | 16 pts                    |

| Classement du meilleur jeune | Classement du meilleur jeune | Classement du meilleur jeune | Classement du meilleur jeune | Classement du meilleur jeune |
| Coureur                      | Coureur                      | Pays                         | Équipe                       | Temps                        |
| ---------------------------- | ---------------------------- | ---------------------------- | ---------------------------- | ---------------------------- |
| 1er                          | Egan Bernal                  | Colombie                     | Ineos Grenadiers             | 73 h 29 min 08 s             |
| 2e                           | Gino Mäder                   | Suisse                       | Bahrain Victorious           | + 3 min 05 s                 |
| 3e                           | Juan Pedro López             | Espagne                      | Trek-Segafredo               | + 13 min 20 s                |
| 4e                           | Rémy Rochas                  | France                       | Cofidis                      | + 34 min 31 s                |
| 5e                           | Clément Champoussin          | France                       | AG2R Citroën Team            | + 47 min 32 s                |
| 6e                           | Steff Cras                   | Belgique                     | Lotto-Soudal                 | + 1 h 05 min 55 s            |
| 7e                           | Aleksandr Vlasov             | Russie                       | Astana-Premier Tech          | + 1 h 07 min 05 s            |
| 8e                           | Jefferson Cepeda             | Équateur                     | Caja Rural-Seguros RGA       | + 1 h 23 min 09 s            |
| 9e                           | Gotzon Martín                | Espagne                      | Euskaltel-Euskadi            | + 1 h 36 min 16 s            |
| 10e                          | Pavel Sivakov                | Russie                       | Ineos Grenadiers             | + 1 h 38 min 23 s            |

| Classement du meilleur jeune | Classement du meilleur jeune | Classement du meilleur jeune | Classement du meilleur jeune | Classement du meilleur jeune |
| Coureur                      | Coureur                      | Pays                         | Équipe                       | Temps                        |
| ---------------------------- | ---------------------------- | ---------------------------- | ---------------------------- | ---------------------------- |
| 1er                          | Egan Bernal                  | Colombie                     | Ineos Grenadiers             | 73 h 29 min 08 s             |
| 2e                           | Gino Mäder                   | Suisse                       | Bahrain Victorious           | + 3 min 05 s                 |
| 3e                           | Juan Pedro López             | Espagne                      | Trek-Segafredo               | + 13 min 20 s                |
| 4e                           | Rémy Rochas                  | France                       | Cofidis                      | + 34 min 31 s                |
| 5e                           | Clément Champoussin          | France                       | AG2R Citroën Team            | + 47 min 32 s                |
| 6e                           | Steff Cras                   | Belgique                     | Lotto-Soudal                 | + 1 h 05 min 55 s            |
| 7e                           | Aleksandr Vlasov             | Russie                       | Astana-Premier Tech          | + 1 h 07 min 05 s            |
| 8e                           | Jefferson Cepeda             | Équateur                     | Caja Rural-Seguros RGA       | + 1 h 23 min 09 s            |
| 9e                           | Gotzon Martín                | Espagne                      | Euskaltel-Euskadi            | + 1 h 36 min 16 s            |
| 10e                          | Pavel Sivakov                | Russie                       | Ineos Grenadiers             | + 1 h 38 min 23 s            |

| Classement par équipes | Classement par équipes             | Classement par équipes | Classement par équipes |
| Équipe                 | Équipe                             | Pays                   | Temps                  |
| ---------------------- | ---------------------------------- | ---------------------- | ---------------------- |
| 1re                    | Bahrain Victorious                 | Bahreïn                | 220 h 29 min 28 s      |
| 2e                     | Jumbo-Visma                        | Pays-Bas               | + 4 min 01 s           |
| 3e                     | Ineos Grenadiers                   | Royaume-Uni            | + 15 min 22 s          |
| 4e                     | Movistar Team                      | Espagne                | + 42 min 01 s          |
| 5e                     | Intermarché-Wanty-Gobert Matériaux | Belgique               | + 47 min 23 s          |
| 6e                     | UAE Team Emirates                  | Émirats arabes unis    | + 59 min 36 s          |
| 7e                     | AG2R Citroën Team                  | France                 | + 1 h 42 min 29 s      |
| 8e                     | Trek-Segafredo                     | États-Unis             | + 1 h 48 min 39 s      |
| 9e                     | Cofidis                            | France                 | + 1 h 55 min 27 s      |
| 10e                    | Astana-Premier Tech                | Kazakhstan             | + 2 h 48 min 34 s      |

| Classement par équipes | Classement par équipes             | Classement par équipes | Classement par équipes |
| Équipe                 | Équipe                             | Pays                   | Temps                  |
| ---------------------- | ---------------------------------- | ---------------------- | ---------------------- |
| 1re                    | Bahrain Victorious                 | Bahreïn                | 220 h 29 min 28 s      |
| 2e                     | Jumbo-Visma                        | Pays-Bas               | + 4 min 01 s           |
| 3e                     | Ineos Grenadiers                   | Royaume-Uni            | + 15 min 22 s          |
| 4e                     | Movistar Team                      | Espagne                | + 42 min 01 s          |
| 5e                     | Intermarché-Wanty-Gobert Matériaux | Belgique               | + 47 min 23 s          |
| 6e                     | UAE Team Emirates                  | Émirats arabes unis    | + 59 min 36 s          |
| 7e                     | AG2R Citroën Team                  | France                 | + 1 h 42 min 29 s      |
| 8e                     | Trek-Segafredo                     | États-Unis             | + 1 h 48 min 39 s      |
| 9e                     | Cofidis                            | France                 | + 1 h 55 min 27 s      |
| 10e                    | Astana-Premier Tech                | Kazakhstan             | + 2 h 48 min 34 s      |

## Abandons
- Dylan van Baarle (Ineos Grenadiers) : non-partant
- Carlos Verona (Movistar) : non-partant
- Diego Rubio Hernández (Burgos-BH) : abandon
- Jonathan Lastra (Caja Rural-Seguros RGA) : abandon
- Matthew Holmes (Lotto-Soudal) : hors-délai